# Beat Your Heart Out
«Beat Your Heart Out» es el tercer sencillo del álbum Coral Fang de la banda estadounidense de punk The Distillers, que fue lanzado en el 2004. El sencillo aparece en la banda sonora del juego para PS2 Tony Hawk's Underground 2, y también fue incluido en el soundtrack del juego Spider-Man 2.

## Lista de canciones
1. «Beat Your Heart Out»
2. «The Gallow Is God» (Acoustic)
3. «Beat Your Heart Out» (Enhanced Video)

- Datos: Q8245168